# Aristida stenophylla
Aristida stenophylla är en gräsart som beskrevs av Johannes Jan Theodoor Henrard. Aristida stenophylla ingår i släktet Aristida och familjen gräs.
Artens utbredningsområde är Somalia. Inga underarter finns listade i Catalogue of Life.